# 小行星1505
小行星1505（1505 Koranna）是一颗围绕太阳公转的小行星。1939年4月21日，西里爾·傑克遜在约翰内斯堡发现了此天体。
該小行星以喀拉哈里沙漠的桑人部落科蘭納（Koranna）命名。
这颗小行星的绝对星等为342.93650等。